# AT (fattore di forma)

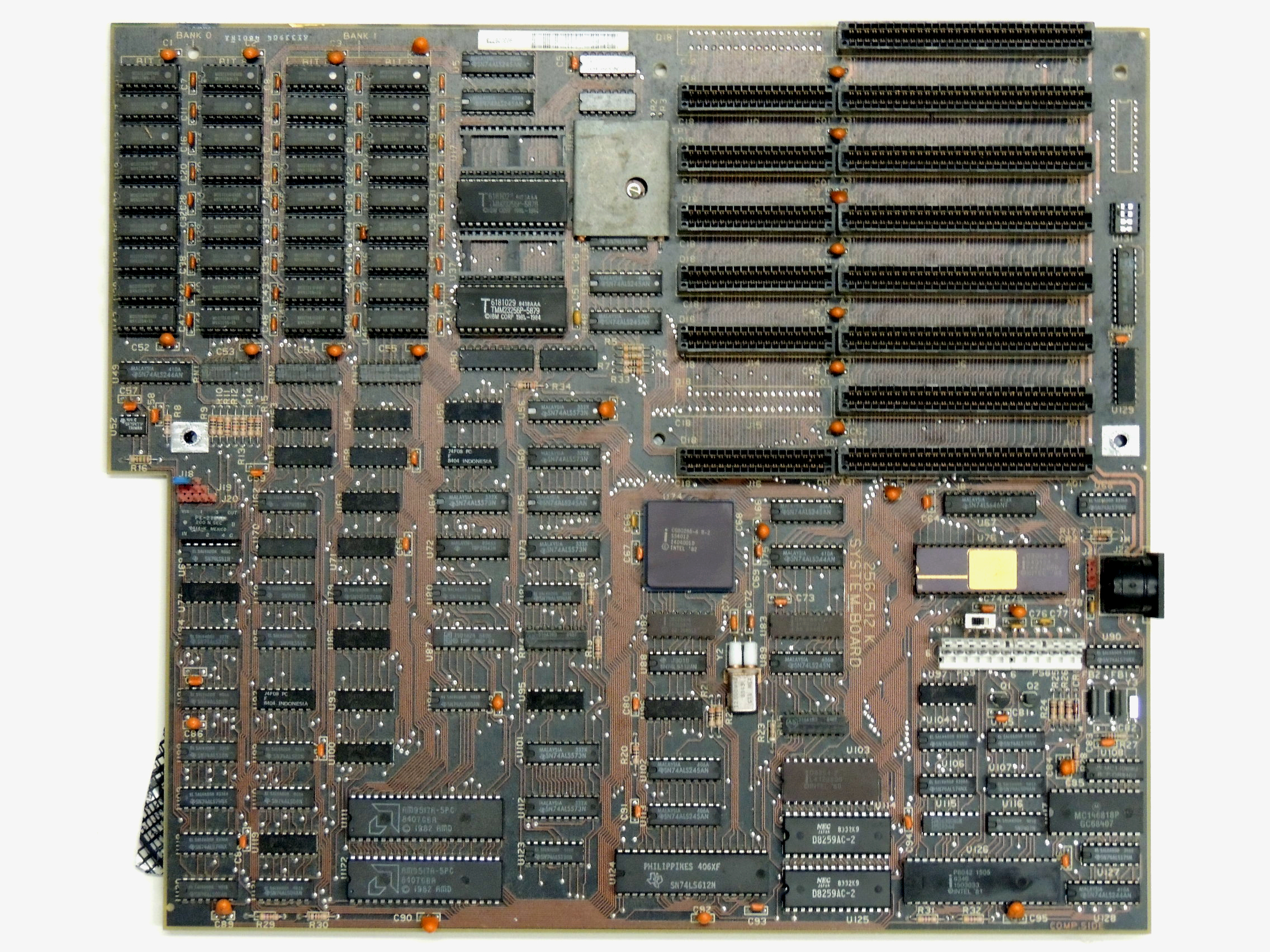
Una scheda madre AT

Il formato di forma AT (Advanced Technology) era un fattore di forma delle schede madri, introdotto da IBM, che fu lo standard usato nell'informatica fino all'introduzione del formato ATX.

## Struttura

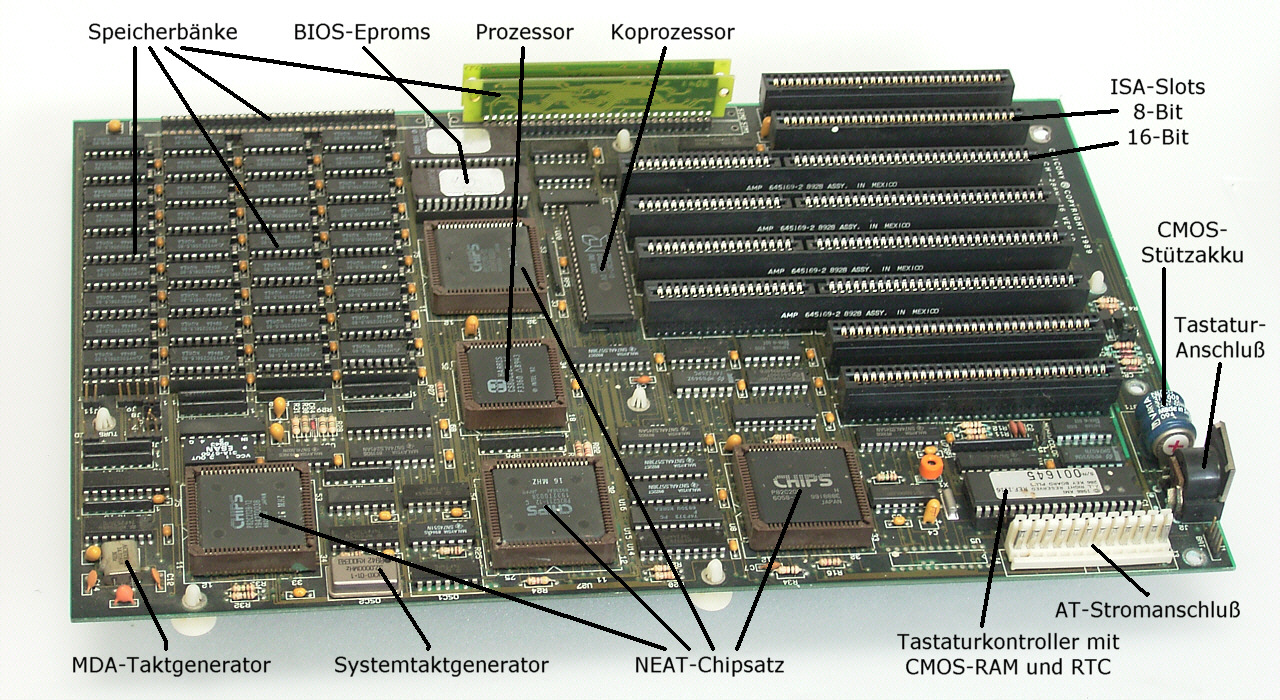
Una struttura di una scheda madre Baby AT.

La struttura base di una scheda madre AT misurava 351 × 305 mm, che non era adattabile ai case ATX, era lo standard usato per il IBM AT, che venne usato poi come base da produttori di terze parti per l'assemblamento di nuove schede madri.
La sua misura rendeva difficile l'installazione di lettori floppy e di dischi rigidi.

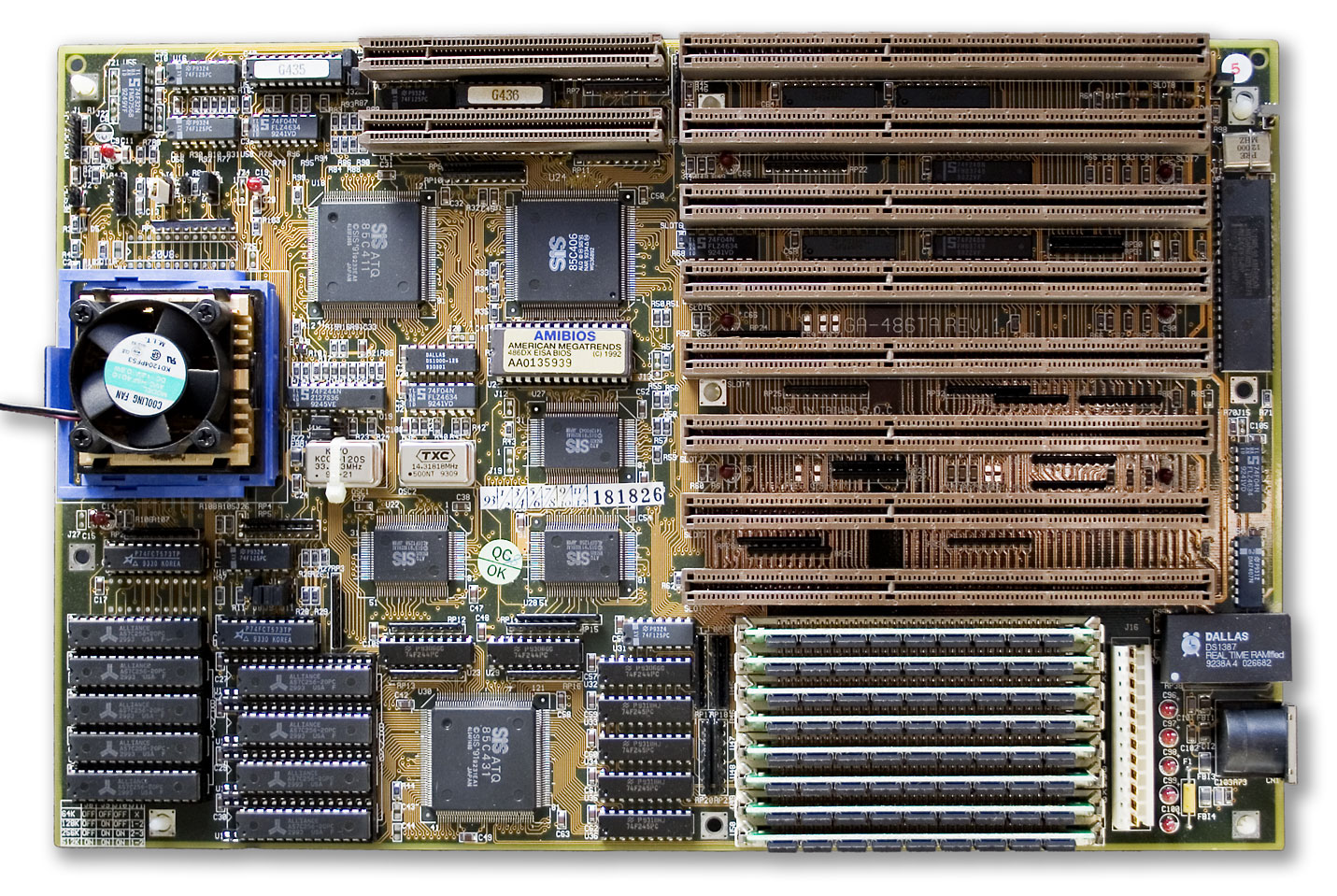
Una scheda madre con formato Baby AT. Visibili sono gli slot EISA e il processore 486 con dissipatore e ventola

Negli ultimi anni, venne creato il formato Baby AT, più piccolo (220 × 330 mm) che coesistette con il formato ATX, e preferito per la disponibilità di slot maggiori rispetto all'ATX.
Il formato vide gli slot ISA, EISA, VESA e PCI, le ultime generazioni di schede Baby AT erano dotate di slot AGP (Super Socket 7).
Questo standard venne però abbandonato definitivamente verso la fine degli anni '90.

## Alimentazione

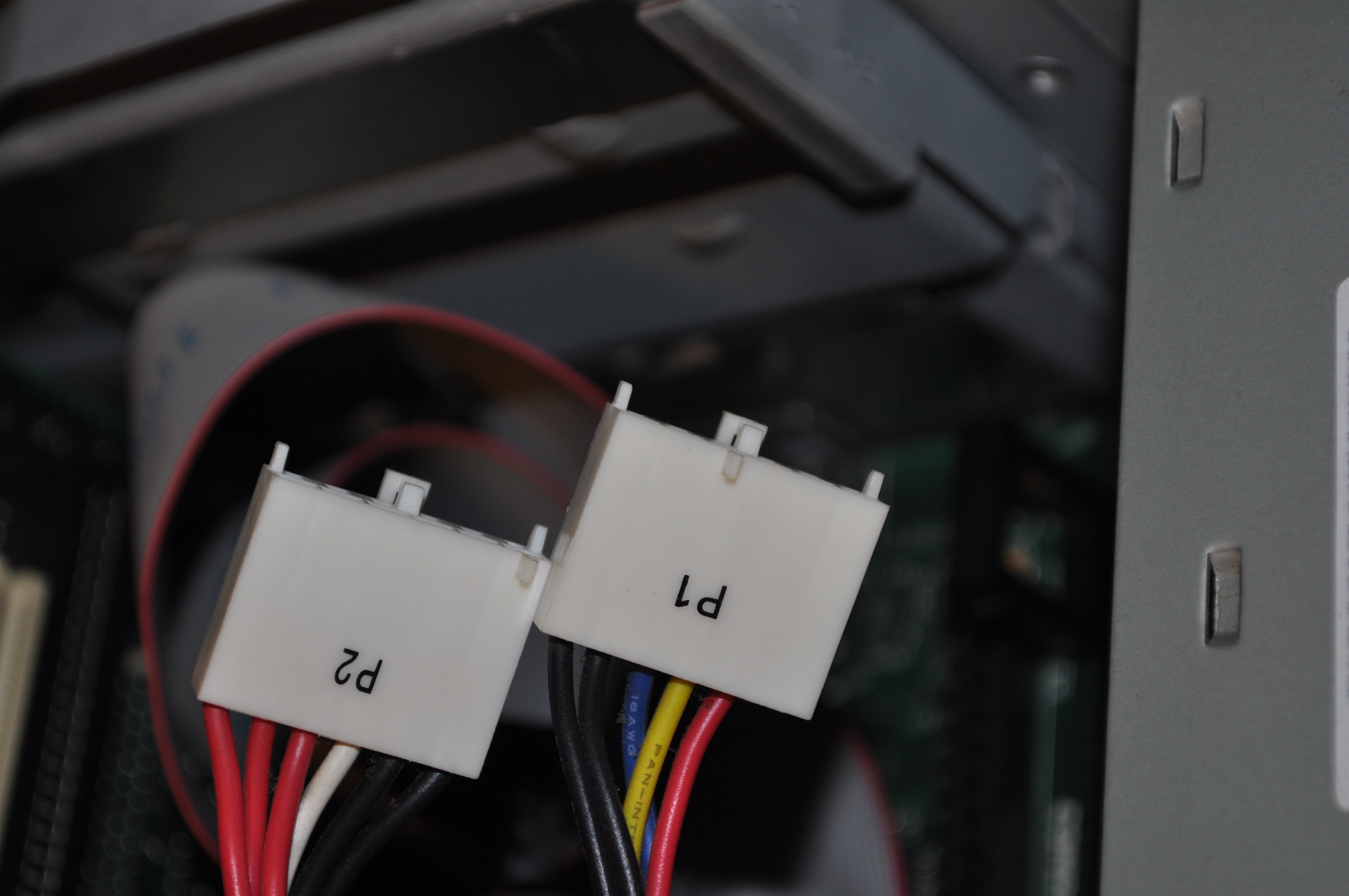
I connettori P8 e P9

A differenza dell'ATX, il formato AT usava due connettori da 6 pin, denominati P8 e P9, e usava un interruttore elettrico a bassa tensione (220 V).
L'interruttore era collegato all'alimentatore da un cavo nero separato dai connettori di alimentazione, una volta chiuso il circuito l'alimentatore avvia l'accensione del pc.
Questo interruttore è sprovvisto dagli alimentatori ATX, in quanto nell'ATX l'alimentatore ha un interruttore elettronico azionato da un pulsante del case collegato alla scheda madre.
Un'altra differenza è che l'alimentatore AT è provvisto di tensioni negative di -12V e -5V, usato per i bus ISA, RS 232 e la prima generazione di slot PCI.
| Colore    | Pin  | Segnale    |
| --------- | ---- | ---------- |
| Arancione | P8.1 | power good |
| Rosso     | P8.2 | +5 V       |
| Giallo    | P8.3 | +12 V      |
| Blu       | P8.4 | −12 V      |
| Nero      | P8.5 | massa      |
| Nero      | P8.6 | massa      |
|           |      |            |
| Nero      | P9.1 | massa      |
| Nero      | P9.2 | massa      |
| Bianco    | P9.3 | −5 V       |
| Rosso     | P9.4 | +5 V       |
| Rosso     | P9.5 | +5 V       |
| Rosso     | P9.6 | +5 V       |